# 阿奇利 (密蘇里州)
阿奇利（英語：Atchley）是位於美國密蘇里州拉克利德縣的鬼鎮。

## 歷史
阿奇利的郵局於1902年設立，其後於1905年停運。

## 地理
阿奇利所處的海拔為高於海平面353米（即1158英呎），而該地所採用的時區為UTC-6，即北美中部時區（CST）。同時該地設有夏令時間，為UTC-6調快一小時，即UTC-5（CDT）。